# Kemskolaponski jezik
Kemskolaponski jezik (fin. keminsaame, ISO 639-3: sjk), jedini izumrli laponski jezik koji se negdje do 1800. govorio na finskom dijelu Laponije, u okruzima Sodankyli i Kuolajärviju (Salla) i na jugu do okruga Kuusamu.
Sela u kemskoj Laponiji jesu Kittilä, Sodankylä, Sompio, Inarin Keminkylä, Kuolajärvi, Kitka i Maanselkä na područjima sadašnjih općina Kittiläa, Inarija, Sodankyläa, Savukoskija, Pelkosenniemija, Salle, Posija i Kuusama. Miroljubivi uzgajivači sobova kemski Laponci popustili su pod pritiskom naseljenika izgubivši staništa pogodna za prehranu sobova. Johannes Schefferus, švedski humanist, na njihovu jeziku napisao je dvije joikha-poeme Guldnasas i Moarsi favrrot, za koje mu je informant bio kemski Laponac Olaus Sirma (Olof Mattsson Sirma) iz Sodankyläa koji je u 17. stoljeću studirao u Uppsali. Kraći rječnik sastavio je 1829. godine finski svećenik i etnolog Jaakko Fellman (Jacob Fellman) koji je posjetio sela Kuolajärvi i Sompio.

## Vanjske poveznice
- Ethnologue (14th)
- Ethnologue (15th)
- Ethnologue (16th)